# Santa Maria dell’Orto dell'Istituto Antonio Maria Gianelli
Santa Maria dell’Orto dell'Istituto Antonio Maria Gianelli é uma capela conventual e escolar localizada na Via Mirandola, 15/21, no quartiere Tuscolano, um pouco mais ao norte da Estação Tuscolana. De arquitetura racionalista e reconstruída depois de ser danificada durante a Segunda Guerra Mundial, é dedicada a Nossa Senhora do Horto e, possivelmente, a Santo Antônio Maria Gianelli. Apesar do nome, ela não tem nenhuma ligação histórica com a antiga igreja de Santa Maria dell'Orto, no rione Trastevere.
O edifício é geralmente chamado de igreja, primeiro porque o edifício tem identidade arquitetônica distinta e segundo porque serviu como igreja paroquial por dez anos. Porém, a Diocese de Roma se refere a ela como capela, o que significa que não há atividade litúrgica pública sendo realizada no local. Por conta disto, esta capela é provavelmente a capela conventual privada mais impressionante de Roma.

## História
Em 1931, as Filhas de Nossa Senhora do Horto fundaram um complexo com um convento e uma escola no nascente subúrbio criado a leste da Via Ápia Nova e ao sul da antiga Muralha Aureliana. A madre-superiora geral da ordem, madre Maria Elisabetta Pedemonte foi a arquiteta e o resultado certamente surpreendeu, apesar de não estar, de forma nenhuma, de acordo com a moda na época, o que gerou bastante ruído. O complexo incluía uma enorme capela, do tamanho de uma igreja completa.
A paróquia local de Santi Fabiano e Venanzio foi criada dois anos depois, em 1933, e, inicialmente, passou a dividir a capela com o complexo, o que aparentemente era pra ter sido um acordo permanente. Porém, em 1943, um bombardeio aliado à ferrovia de Roma resultou num acerto direto de uma bomba na nave da igreja. O corredor da direita sobreviveu como uma ruína, mas todo o resto da estrutura foi reduzido a ruínas. A capela foi reconstruída num estilo diferente, muito mais simples e banal.
Finalmente, em 1959, a paróquia conseguiu sua própria igreja, Santi Fabiano e Venanzio.

## Capela antiga
A capela antiga, projetada pela madre Pedemonte em 1931, era uma interpretação sui generis do estilo neorromânico. A planta era basilical, com uma nave central com corredores laterais com seis baias e meia, esta última na extremidade da entrada e sustentando a cantoria onde ficava o órgão de tubos. Além da nave estava o presbitério, flanqueado por extensões dos corredores laterais.
A nave central era muito alta, ascendendo acima dos corredores, que, por sua vez, tinham dois andares cada um. As paredes lateral de cada uma das baias tinha dois pares de de janelas de topo curvo, uma acima da outra, com exceção da meia baia na entrada, que contava apenas com uma janela singular acima de outra idêntica. As baias dos corredores eram separadas por pilares, assim como as baias das paredes laterais da nave central no alto. Cada uma destas últimas tinha uma única janela de topo curvo de cada lado.
A nave central tinha um teto com duas águas e coberto por um telhado; os corredores tinham tetos de uma única água. Sobre o presbitério estava uma cúpula com um tambor octogonal. A alta nave estava encostada num dos lados da cúpula, com a linha central da espinha do telhado tocando a cornija da cúpula. Os demais três lados se abriam em janelas de topo curvo. Havia ainda uma alta lanterna na cúpula com oito cortes envidraçados de topo curvo.
Na parede do fundo do corredor do lado esquerdo estava o campanário, com duas aberturas de topo curvo, uma acima da outra, abrigando os sinos e, no topo, um telhado de piramidal. Um grande arcobotante sustentava-o do lado esquerdo e, do lado direito, ficava uma extensão de telhado plano com uma terceira abertura para abrigar sinos.
A fachada tinha três zonas verticais correspondentes, na largura, à nave central mais os corredores laterais. Contudo, a fachada era falsa, pois todas as três zonas eram mais altas que os telhados atrás dela. Como a capela ficava acima do nível da rua, havia uma escadaria monumental com dois lances de degraus flanqueada por corrimãos decorativos e que terminava num pátio em frente da fachada. Só a zona direita sobreviveu ao bombardeio.

## Capela atual
A capela antiga ficou tão danificada no bombardeio que a decisão foi tomada de demolir o que restou e construir uma nova com a mesma planta. Porém, os planos da capela antiga não foram encontrados e, por isso, a capela atual tem uma nave simples com sete baias e meia seguida por um presbitério coberto por uma cúpula com uma rasa abside retangular. Dois corredores laterais flanqueiam apenas as duas baias finais da nave e continuam pelos lados do presbitério dando acesso a uma sacristia de teto plano e a um bloco anexo no fundo da capela. 
O convento está encostado na igreja do lado direito correspondente às duas primeiras baias, que, por isso, não tem janelas. O teto da nave tem duas águas e é telhado, mas o teto dos corredores é plano. A cúpula atualmente tem um tambor circular em pedra branca assentado sobre um plinto quadrado pintado de branco e contendo dois grande janelas verticais retangulares. O topo telhado é inclinado em oito setores mais baixos e tem uma lanterna no formato de uma roda raiada com oito cortes abertos verticais e um cimo de concreto com três andares e uma pequena flecha.
A abside é um alto gablete com seu próprio telhado. A parede de fundo tem um grande, alto e raso nicho de topo curvo com uma moldura simples. O campanário ainda ocupa o canto do fundo do corredor da esquerda, mas é atualmente formado por dois arcos de concreto posicionados em ângulo reto. Cada um abriga dois sinos, um acima do outro.
Em contraste com a antiga capela, a fachada da nova é muito simples, com três entradas simples, duas menores flanqueando uma central, maior. Uma cornija corre acima do topo das entradas e, acima dela, está uma grande janela redonda de moldura estreita. A escadaria monumental ainda está presente, mas sem o corrimão decorado.
A janela acima do órgão está decorada por um vitral de boa qualidade representando Santo Antônio Maria Gianelli. As duas capelas laterais dos lados do presbitério são dedicadas a Nossa Senhora e ao Sagrado Coração. O piso da nave é em mármore de várias cores.
O presbitério está separado por um arco triunfal sem decoração com arcos semelhantes dos lados e na abside mais para trás. A parede no fundo da abside está decorada com um enorme mural em dois registros: abaixo, Santo Antônio Maria Gianelli com anjos. Acima, "Cristo em Majestade acompanhado pelos Evangelistas".
Há dois altares, um mais novo na entrada do presbitério acima de uma plataforma, e um mais antigo abrigando o sacrário e decorado com painéis de mármore multicolorido. Nas vigas no alto deste último se lê "Tu solus sanctus, tu solus Dominus, tu solus Altissimus".